# Mariana Larroquette
Mariana Valeria Larroquette (Ituzaingó, 24 ottobre 1992) è una calciatrice argentina, attaccante del Newell's Old Boys, in prestito dall'Orlando Pride, e della nazionale argentina.

## Carriera

### Club
Larroquette ha vestito la maglia del River Plate dal 2010 al 2015. Nel corso della stagione 2016-2017 è passata all'Universidad de Chile. Ha contribuito alla vittoria finale del torneo di Apertura del campionato 2016.
Nel 2017 è tornata in Argentina, per vestire la maglia dell'UAI Urquiza.
Il 15 agosto 2020, Larroquette è passata ai norvegesi del Lyn: ha firmato un accordo valido fino al successivo 31 dicembre e ha scelto di vestire la maglia numero 19. Ha esordito in Toppserien in data 26 agosto, alla 9ª giornata di campionato, subentrando ad Hedda Foslie nella sconfitta per 2-0 subita in casa del Vålerenga. Il tecnico Ole Johan Aas la impiega tuttavia solo in 3 occasioni, giocando solo scampoli di partita, e l'attaccante argentino, dopo aver contribuito a far raggiungere alla squadra una posizione di agevole salvezza, decide di lasciare la società a fine stagione.
Nel dicembre 2020 il neoistituito Kansas City NWSL, squadra iscritta alla National Women's Soccer League, annuncia di aver trovato un accordo con Larroquette per la sua stagione inaugurale. Fa il suo debutto con la nuova maglia il 4 aprile 2021, durante la NWSL Challenge Cup 2021, entrando al 94' come sostituto nell'incontro pareggiato 1-1 coi Chicago Red Stars Il 23 giugno, alla sesta giornata di NWSL 2021, ha segnato il suo primo gol per il club, aprendo le marcature contro l'Orlando Pride negli ultimi minuti del primo tempo, prima che una doppietta di Sydney Leroux e il gol di Marta ribaltassero l'esito dell'incontro nel secondo tempo, sancendo la sconfitta di Kansas City per 3-1.

## Palmarès

### Club
- Campionato argentino: 4

River Plate: 2009, 2010
UAI Urquiza: 2017-2018, 2018-2019
- Campionato cileno femminile: 1

Universidad de Chile: Apertura 2016

### Individuale
- Capocannoniere del campionato argentino: 2

2017-2018 (45 reti), 2018-2019 (28 reti)
- Capocannoniere dei Giochi panamericani: 1

Lima 2019 (4 reti)